# Wappen Pristinas
Das Wappen Pristinas (albanisch Emblema e Prishtinës oder auch Stema e Prishtinës, serbisch Грб Приштине Grb Prištine) ist das Wappen der Stadt Pristina, Hauptstadt des Kosovo. Es wurde im Jahr 2008 eingeführt.

## Geschichte
Die Göttin auf dem Wappen war eine Gottheit der Dardaner. Die Statue wurde in Ulpiana, der Vorgängerstadt Pristinas, gefunden, weswegen dieses Symbol auch das offizielle Wappen von Pristina ist. Die Statue ist vermutlich 6000 Jahre alt. Die Doppelanlage von Ulpiana befindet sich auf dem Gebiet der heutigen Republik Kosovo, etwa 8 km südlich der Hauptstadt Pristina in der Nähe des Ortes Gračanica. Nördlich der Ruinen fließt der Fluss Gračanka, welcher einstmals die beiden Anlagen voneinander trennte.